# 热河杨
热河杨（学名：Populus manshurica）是杨柳科杨属的植物，为中国的特有植物。分布在中国大陆的辽宁、内蒙古等地，一般生长在干燥平原，目前尚未由人工引种栽培。